# Antoni Ribas (oncólogo)
Antoni Ribas es un oncólogo de origen español. Es profesor de Medicina, Cirugía y Farmacología Molecular y Médica en la Universidad de California en Los Ángeles (UCLA) y Director del Programa de Inmunología Tumoral en el Centro Integral del Cáncer Jonsson .

## Educación
Licenciado en medicina por la Universidad de Barcelona y doctor por la Universidad Autónoma de Barcelona. En 1996, obtuvo una beca sobre hematología/oncología en la Universidad de California en Los Ángeles (UCLA). Posteriormente obtuvo una plaza de profesor de la misma universidad.

## Carrera
Como profesor adjunto centró su investigación en las células madre para desarrollar terapias biológicas contra el cáncer. En 2014, estudió cómo el sistema inmune responde y desarrolla resistencia a diferentes inmunoterapias, y cómo se podrían mejorar los tratamientos. Junto con David Elashoff desarrolló un algoritmo que predecía la probabilidad de respuesta del paciente al tratamiento del melanoma avanzado y buscó un fármaco más eficaz con el que atacarlo. Dos años más tarde, Ribas y su equipo de investigación identificaron los mecanismos utilizados por las células de melanoma avanzado para evitar ser reconocidas por las células T del sistema inmune. Recibió el Premio Memorial Richard y Hinda Rosenthal de la Asociación Americana para la Investigación del Cáncer (AACR)  y el Premio al Investigador Destacado del Instituto Nacional del Cáncer (NCI), acompañado de una subvención de 4,2 millones de dólares para sus investigaciones.
En 2017-2018, Ribas y Siwen Hu-Lieskovan encontraron que más de dos tercios de las personas con un tipo raro de melanoma respondieron positivamente al tratamiento con inmunoterapias anti-PD-1. Ese mismo año publicó la primera explicación de la inmunoedición en el cáncer de colon. En abril, Ribas recibió el Premio Lloyd J. Old en Inmunología del Cáncer del AACR-Cancer Research Institute  y fue seleccionado por la Carnegie Corporation de Nueva York como parte de su Iniciativa Grandes Inmigrantes, un programa que honra a un grupo de ciudadanos naturalizados que han hecho contribuciones notables al progreso de la sociedad estadounidense.
Fue seleccionado por Agilent Technologies para su premio Thought Leader Award en reconocimiento a su investigación en genómica del cáncer e inmunoterapia y recibió $600,000 y material para su laboratorio. Utilizó este premio para apoyar su investigación sobre la combinación de la inmunoterapia con dos terapias dirigidas para prolongar la vida de las personas con melanoma avanzado. Su equipo de investigación descubrió que las personas con un tipo de melanoma que contiene una potente mutación genética, BRAF V600E, sobrevivieron más tiempo sin que el cáncer progresara cuando recibieron una combinación de dos inhibidores específicos que bloquean la mutación BRAF y un fármaco inhibidor del punto de control inmunológico como tratamiento inicial. Recibió el Premio a la Excelencia en Medicina 2019 del Hope Funds for Cancer Research   y el Premio William B. Coley 2019 del Cancer Research Institute.
A principios de 2020 sugirió que el uso de NKTR-214 en combinación con una infusión de células inmunes antitumorales podría producir una respuesta inmune más fuerte que podría ayudar a combatir el melanoma avanzado. Durante la pandemia de COVID-19, fue nombrado miembro de la AACR  y galardonado en 2020 con el Premio de Investigación Traslacional de la Sociedad Europea de Oncología Médica. En octubre de 2020, Ribas y la investigadora Anusha Kalbasi descubrieron que el uso de medicamentos que imitan a los virus puede ayudar a superar la resistencia a la inmunoterapia en tumores con señalización de interferón defectuosa. Fue elegido miembro de la Academia Nacional de Medicina por "definir la base mecanística de cómo los pacientes responden o desarrollan resistencia a los medicamentos de inmunoterapia conocidos como inhibidores de puntos de control y por liderar ensayos clínicos multicéntricos que han proporcionado tratamientos transformadores para pacientes con melanoma avanzado".
Ribas fue presidente de la Asociación Estadounidense para la Investigación del Cáncer (AACR) en 2021-2022, fue sucedido por David Tuveson.